# Pseudostellaria coreana
Pseudostellaria coreana är en nejlikväxtart som först beskrevs av Takenoshin Nakai, och fick sitt nu gällande namn av Jisaburo Ohwi. Pseudostellaria coreana ingår i släktet Pseudostellaria och familjen nejlikväxter. Inga underarter finns listade i Catalogue of Life.